# Commonwealth Games 2006/Leichtathletik
Bei den Commonwealth Games 2006 in der australischen Metropole Melbourne wurden in der Leichtathletik insgesamt 53 Wettbewerbe ausgetragen, davon 6 für Behinderte.
Bis auf die Wettbewerbe im Gehen und Marathonlauf fanden die Wettkämpfe alle im Melbourne Cricket Ground statt.

## Männer

### 100 m
| Platz | Athlet          | Land | Zeit (s) |
| ----- | --------------- | ---- | -------- |
| 1     | Asafa Powell    | JAM  | 10,03    |
| 2     | Olusoji Fasuba  | NGR  | 10,11    |
| 3     | Marc Burns      | TRI  | 10,17    |
| 4     | Uchenna Emedolu | NGR  | 10,22    |
| 5     | Aziz Zakari     | GHA  | 10,22    |
| 6     | Patrick Johnson | AUS  | 10,26    |
| 7     | Anson Henry     | CAN  | 10,28    |
| 8     | Marlon Devonish | ENG  | 10,30    |

Finale: 20. März, 21:30 Uhr
Wind: 0,9 m/s

### 200 m
| Platz | Athlet               | Land | Zeit (s) |
| ----- | -------------------- | ---- | -------- |
| 1     | Omar Brown           | JAM  | 20,47    |
| 2     | Stéphan Buckland     | MRI  | 20,47    |
| 3     | Christopher Williams | JAM  | 20,52    |
| 4     | Patrick Johnson      | AUS  | 20,59    |
| 5     | Aaron Armstrong      | TRI  | 20,61    |
| 6     | Uchenna Emedolu      | NGR  | 20,66    |
| 7     | Enefiok Udo-Obong    | NGR  | 20,69    |
| 8     | James Dolphin        | NZL  | 20,72    |

Finale: 23. März, 21:40 Uhr
Wind: 0,5 m/s

### 400 m
| Platz | Athlet            | Land | Zeit (s) |
| ----- | ----------------- | ---- | -------- |
| 1     | John Steffensen   | AUS  | 44,73    |
| 2     | Alleyne Francique | GRN  | 45,09    |
| 3     | Jermaine Gonzales | JAM  | 45,16    |
| 4     | Chris Brown       | BAH  | 45,19    |
| 5     | Martyn Rooney     | ENG  | 45,51    |
| 6     | California Molefe | BOT  | 45,78    |
| 7     | Paul Gorries      | RSA  | 45,79    |
| 7     | Lansford Spence   | JAM  | 45,79    |

Finale: 22. März, 21:20 Uhr

### 800 m
| Platz | Athlet                | Land | Zeit (min) |
| ----- | --------------------- | ---- | ---------- |
| 1     | Alex Kipchirchir Rono | KEN  | 1:45,88    |
| 2     | Achraf Tadili         | CAN  | 1:46,93    |
| 3     | John Litei            | KEN  | 1:46,98    |
| 4     | Sherridan Kirk        | TRI  | 1:47,45    |
| 5     | Jason Stewart         | NZL  | 1:47,72    |
| 6     | Nicholas Bromley      | AUS  | 1:50,45    |
| 7     | Cosmas Rono Kipkorir  | KEN  | 1:52,03    |
| 8     | Onalenna Baloyi       | BOT  | 1:57,20    |

Finale: 23. März, 20:50 Uhr

### 1500 m
| Platz | Athlet                    | Land | Zeit (min) |
| ----- | ------------------------- | ---- | ---------- |
| 1     | Nick Willis               | NZL  | 3:38,49    |
| 2     | Nathan Brannen            | CAN  | 3:39,20    |
| 3     | Mark Fountain             | AUS  | 3:39,33    |
| 4     | Paul Hamblyn              | NZL  | 3:39,38    |
| 5     | Nick McCormick            | ENG  | 3:39,55    |
| 6     | Ismael Kipngetich Kombich | KEN  | 3:40,92    |
| 7     | Kevin Sullivan            | CAN  | 3:41,19    |
| 8     | Jeremy Roff               | AUS  | 3:41,50    |

Finale: 25. März, 19:30 Uhr

### 5000 m
| Platz | Athlet                  | Land | Zeit (min)  |
| ----- | ----------------------- | ---- | ----------- |
| 1     | Augustine Kiprono Choge | KEN  | 12:56,41 GR |
| 2     | Craig Mottram           | AUS  | 12:58,19    |
| 3     | Benjamin Limo           | KEN  | 13:05,30    |
| 4     | Joseph Ebuya            | KEN  | 13:05,89    |
| 5     | Fabiano Joseph          | TAN  | 13:12,76    |
| 6     | Damian Paul Chopa       | TAN  | 13:24,03    |
| 7     | Moses Ndiema Kipsiro    | UGA  | 13:25,06    |
| 8     | Dickson Marwa           | TAN  | 13:26,43    |

20. März, 21:45 Uhr

### 10.000 m
| Platz | Athlet                    | Land | Zeit (min) |
| ----- | ------------------------- | ---- | ---------- |
| 1     | Boniface Toroitich Kiprop | UGA  | 27:50,99   |
| 2     | Geoffrey Kipngeno         | KEN  | 27:51,16   |
| 3     | Fabiano Joseph            | TAN  | 27:51,99   |
| 4     | Paul Langat               | KEN  | 27:52,36   |
| 5     | Wilson Kipkemei Busienei  | UGA  | 28:37,38   |
| 6     | Dickson Marwa             | TAN  | 28:47,49   |
| 7     | Michael Aish              | NZL  | 29:05,55   |
| 8     | Gavin Thompson            | ENG  | 29:41,77   |

25. März, 20:00 Uhr

### Marathon
| Platz | Athlet               | Land | Zeit (h) |
| ----- | -------------------- | ---- | -------- |
| 1     | Samson Ramadhani     | TAN  | 2:11:29  |
| 2     | Fred Mogaka Tumbo    | KEN  | 2:12:03  |
| 3     | Dan Robinson         | ENG  | 2:14:50  |
| 4     | Scott Westcott       | AUS  | 2:16:32  |
| 5     | Andrew Letherby      | AUS  | 2:17:11  |
| 6     | Jacob Kiplagat Yator | KEN  | 2:17:31  |
| 7     | Shane Nankervis      | AUS  | 2:19:15  |
| 8     | Francis Robert Naali | TAN  | 2:19:39  |

19. März, 10:15 Uhr

### 20 km Gehen
| Platz | Athlet               | Land | Zeit (h)     |
| ----- | -------------------- | ---- | ------------ |
| 1     | Nathan Deakes        | AUS  | 1:19:55 h GR |
| 2     | Luke Adams           | AUS  | 1:21:38      |
| 3     | Jared Tallent        | AUS  | 1:23:32      |
| 4     | David Kimutai Rotich | KEN  | 1:25:42      |
| 5     | Parayil Jalan        | IND  | 1:30:43      |
| 6     | Daniel King          | ENG  | 1:31:17      |
| 7     | Dominic King         | ENG  | 1:32:21      |
| 8     | Andrew Penn          | ENG  | 1:32:54      |

20. März, 12:00 Uhr

### 50 km Gehen
| Platz | Athlet                         | Land | Zeit (h)   |
| ----- | ------------------------------ | ---- | ---------- |
| 1     | Nathan Deakes                  | AUS  | 3:42:53 GR |
| 2     | Tony Sargisson                 | NZL  | 3:58:05    |
| 3     | Chris Erickson                 | AUS  | 3:58:22    |
| 4     | Craig Barrett                  | NZL  | 4:02:27    |
| 5     | Tim Berrett                    | CAN  | 4:08:18    |
| 6     | Steve Partington               | IOM  | 4:25:39    |
| 7     | Mohd Sharrulhaizy Abdul Rahman | MAS  | 5:07:32    |

24. März, 8:00 Uhr

### 110 m Hürden
| Platz | Athlet          | Land | Zeit (s) |
| ----- | --------------- | ---- | -------- |
| 1     | Maurice Wignall | JAM  | 13,26    |
| 2     | Chris Baillie   | SCO  | 13,61    |
| 3     | Andrew Turner   | ENG  | 13,62    |
| 4     | Charles Allen   | CAN  | 13,66    |
| 5     | Chris Pinnock   | JAM  | 13,67    |
| 6     | Shaun Bownes    | RSA  | 13,70    |
| 7     | David Hughes    | ENG  | 13,70    |
| 8     | Jared MacLeod   | CAN  | 13,80    |

Finale: 21. März, 18:50 Uhr
Wind: -1,1 m/s

### 400 m Hürden
| Platz | Athlet                | Land | Zeit (s) |
| ----- | --------------------- | ---- | -------- |
| 1     | L. J. van Zyl         | RSA  | 48,05 GR |
| 2     | Alwyn Myburgh         | RSA  | 48,23    |
| 3     | Kemel Thompson        | JAM  | 48,65    |
| 4     | Rhys Williams         | WAL  | 49,09    |
| 5     | Brendan Cole          | AUS  | 49,41    |
| 6     | Dean Griffiths        | JAM  | 49,85    |
| 7     | Pieter De Villiers    | RSA  | 50,51    |
| 8     | Christopher Rawlinson | ENG  | 52,89    |

Finale: 23. März, 19:58 Uhr

### 3000 m Hindernis
| Platz | Athlet           | Land | Zeit (min) |
| ----- | ---------------- | ---- | ---------- |
| 1     | Ezekiel Kemboi   | KEN  | 8:18,17    |
| 2     | Wesley Kiprotich | KEN  | 8:19,38    |
| 3     | Reuben Kosgei    | KEN  | 8:19,82    |
| 4     | Martin Dent      | AUS  | 8:28,98    |
| 5     | Stuart Stokes    | ENG  | 8:29,94    |
| 6     | Peter Nowill     | AUS  | 8:30,59    |
| 7     | Ruben Ramolefi   | RSA  | 8:35,91    |
| 8     | Matthew Kerr     | CAN  | 8:38,97    |

24. März, 20:23 Uhr

### 4 × 100 m Staffel
| Platz | Land                | Athleten                                                                  | Zeit (s) |
| ----- | ------------------- | ------------------------------------------------------------------------- | -------- |
| 1     | Jamaika             | Michael Frater Ainsley Waugh Christopher Williams Asafa Powell            | 38,36    |
| 2     | Südafrika           | Lee-Roy Newton Leigh Julius Snyman Prinsloo Sherwin Vries                 | 38,98    |
| 3     | Kanada              | Charles Allen Anson Henry Nathan Taylor Emanuel Parris                    | 39,21    |
| 4     | Mauritius           | Fabrice Coiffic Fernando Augustin Stéphan Buckland Ommanandsing Kowlessur | 39,97    |
| 5     | Antigua und Barbuda | Nkosie Barnes Daniel Bailey Ivan Miller Brendan Christian                 | 40,76    |
|       | Australien          | Daniel Batman Patrick Johnson Adam Miller Matthew Shirvington             | DNF      |
|       | Ghana               | Clement Agyeman Leonard Myles-Mills Eric Nkansah Aziz Zakari              | DNF      |
|       | Neuseeland          | Matt Brown James Mortimer James Dolphin Chris Donaldson                   | DNF      |

Finale: 25. März, 19:00 Uhr

### 4 × 400 m Staffel
| Platz | Land                | Athleten                                                                           | Zeit (min) |
| ----- | ------------------- | ---------------------------------------------------------------------------------- | ---------- |
| 1     | Australien          | John Steffensen Chris Troode Mark Ormrod Clinton Hill                              | 3:00,93    |
| 2     | Südafrika           | Jan Van Der Merwe Ofentse Mogawane Paul Gorries L. J. van Zyl                      | 3:01,94    |
| 3     | Jamaika             | Lancford Davis Davian Clarke Lansford Spence Jermaine Gonzales                     | 3:02.01    |
| 4     | England             | Andrew Steele Robert Tobin Marlon Devonish Martyn Rooney                           | 3:02.01    |
| 5     | Nigeria             | Bola Lawal James Godday Saul Weigopwa Enefiok Udo-Obong                            | 3:02.16    |
| 6     | Sri Lanka           | Rohan Kumara Rohita Imiya Mudiyanselage Shiwantha Weerasuriya Prasanna Amarasekara | 3:06.42    |
|       | Bahamas             | Dennis Darling Avard Moncur Dominic Demeritte Chris Brown                          | DNF        |
|       | Trinidad und Tobago | Damion Barry Julieon Raeburn Sherridan Kirk Ato Modibo                             | DQ         |

Finale: 25. März, 21:40 Uhr

### Hochsprung
| Platz | Athlet           | Land | Höhe (m) |
| ----- | ---------------- | ---- | -------- |
| 1     | Mark Boswell     | CAN  | 2,26     |
| 2     | Martyn Bernard   | ENG  | 2,26     |
| 3     | Kyriakos Ioannou | CYP  | 2,23     |
| 4     | Donald Thomas    | BAH  | 2,23     |
| 5     | Ramsay Carelse   | RSA  | 2,20     |
| 5     | Nick Moroney     | AUS  | 2,20     |
| 7     | Robert Mitchell  | WAL  | 2,15     |
| 8     | Ben Challenger   | ENG  | 2,15     |

Finale: 22. März, 19:15 Uhr

### Stabhochsprung
| Platz | Athlet          | Land | Höhe (m) |
| ----- | --------------- | ---- | -------- |
| 1     | Steve Hooker    | AUS  | 5,80 GR  |
| 2     | Dmitri Markov   | AUS  | 5,60     |
| 3     | Steven Lewis    | ENG  | 5,50     |
| 4     | Nick Buckfield  | ENG  | 5,35     |
| 5     | Dominic Johnson | LCA  | 5,35     |
| 6     | Scott Simpson   | WAL  | 5,20     |
|       | Paul Burgess    | AUS  | NM       |

24. März, 20:18 Uhr

### Weitsprung
| Platz | Athlet                | Land | Weite (m) |
| ----- | --------------------- | ---- | --------- |
| 1     | Ignisious Gaisah      | GHA  | 8,20      |
| 2     | Gable Garenamotse     | BOT  | 8,17      |
| 3     | Fabrice Lapierre      | AUS  | 8,10      |
| 4     | Khotso Mokoena        | RSA  | 8,04      |
| 5     | John Thornell         | AUS  | 7,98      |
| 6     | Christopher Tomlinson | ENG  | 7,96      |
| 7     | Tim Parravicini       | AUS  | 7,91      |
| 8     | Greg Rutherford       | ENG  | 7,85      |

Finale: 22. März, 19:48 Uhr

### Dreisprung
| Platz | Athlet               | Land | Weite (m) |
| ----- | -------------------- | ---- | --------- |
| 1     | Phillips Idowu       | ENG  | 17,45     |
| 2     | Khotso Mokoena       | RSA  | 16,95     |
| 3     | Alwyn Jones          | AUS  | 16,75     |
| 4     | Andrew Murphy        | AUS  | 16,70     |
| 5     | LeJuan Simon         | TRI  | 16,59     |
| 6     | Randy Lewis          | GRN  | 16,53     |
| 7     | Christopher Hercules | TRI  | 16,47     |
| 8     | Wilbert Walker       | JAM  | 16,33     |

25. März, 18:50 Uhr

### Kugelstoßen
| Platz | Athlet          | Land | Weite (m) |
| ----- | --------------- | ---- | --------- |
| 1     | Janus Robberts  | RSA  | 19,76     |
| 2     | Dorian Scott    | JAM  | 19,75     |
| 3     | Scott Martin    | AUS  | 19,48     |
| 4     | Carl Myerscough | ENG  | 19,07     |
| 5     | Vikas Gowda     | IND  | 18,46     |
| 6     | Clay Cross      | AUS  | 18,44     |
| 7     | Hannes Hopley   | RSA  | 18,44     |
| 8     | Mark Proctor    | ENG  | 17,59     |

Finale: 20. März, 19:42 Uhr

### Diskuswurf
| Platz | Athlet               | Land | Weite (m) |
| ----- | -------------------- | ---- | --------- |
| 1     | Scott Martin         | AUS  | 63,48     |
| 2     | Jason Tunks          | CAN  | 63,07     |
| 3     | Dariusz Slowick      | CAN  | 61,49     |
| 4     | Hannes Hopley        | RSA  | 60,99     |
| 5     | Carl Myerscough      | ENG  | 60,64     |
| 6     | Vikas Gowda          | IND  | 60,08     |
| 7     | Chukwuemeka Udechuku | ENG  | 59,36     |
| 8     | Benn Harradine       | AUS  | 58,87     |

Finale: 23. März, 20:45 Uhr

### Hammerwurf
| Platz | Athlet             | Land | Weite (m) |
| ----- | ------------------ | ---- | --------- |
| 1     | Stuart Rendell     | AUS  | 77,53 GR  |
| 2     | James Steacy       | CAN  | 74,75     |
| 3     | Chris Harmse       | RSA  | 73,81     |
| 4     | Andrew Frost       | ENG  | 72,62     |
| 5     | Michael Jones      | ENG  | 70,09     |
| 6     | Simon Bown         | ENG  | 65,42     |
| 7     | Derek Woodske      | CAN  | 64,42     |
| 8     | Osazuwa Osamudiame | NGR  | 62,71     |

24. März, 18:30 Uhr

### Speerwurf
| Platz | Athlet                 | Land | Weite (m) |
| ----- | ---------------------- | ---- | --------- |
| 1     | Nick Nieland           | ENG  | 80,10     |
| 2     | William Hamlyn-Harris  | AUS  | 79,89     |
| 3     | Oliver Dziubak         | AUS  | 79,89     |
| 4     | Gerhardus Pienaar      | RSA  | 78,91     |
| 5     | John Robert Oosthuizen | RSA  | 78,32     |
| 6     | Jarrod Bannister       | AUS  | 78,06     |
| 7     | Stuart Farquhar        | NZL  | 77,40     |
| 8     | Scott Russell          | CAN  | 73,88     |

25. März, 18:30 Uhr

### Zehnkampf
| Platz | Athlet            | Land | Punkte |
| ----- | ----------------- | ---- | ------ |
| 1     | Dean Macey        | ENG  | 8143   |
| 2     | Maurice Smith     | JAM  | 8074   |
| 3     | Jason Dudley      | AUS  | 8001   |
| 4     | Brent Newdick     | NZL  | 7566   |
| 5     | Dale Garland      | GUE  | 7413   |
| 6     | Richard Allan     | AUS  | 7367   |
| 7     | Matthew McEwen    | AUS  | 7277   |
| 8     | Guillaume Thierry | MRI  | 6746   |

20. und 21. März

## Frauen

### 100 m
| Platz | Athletin          | Land | Zeit (s) |
| ----- | ----------------- | ---- | -------- |
| 1     | Sheri-Ann Brooks  | JAM  | 11,19    |
| 2     | Geraldine Pillay  | RSA  | 11,31    |
| 3     | Delphine Atangana | CMR  | 11,39    |
| 4     | Laura Turner      | ENG  | 11,46    |
| 5     | Tahesia Harrigan  | IVB  | 11,48    |
| 6     | Erica Broomfield  | CAN  | 11,49    |
| 7     | Sally McLellan    | AUS  | 11,50    |
| 8     | Emma Ania         | ENG  | 11,51    |

Finale: 20. März, 21:20 Uhr
Wind: 0,2 m/s

### 200 m
| Platz | Athletin           | Land | Zeit (s) |
| ----- | ------------------ | ---- | -------- |
| 1     | Sherone Simpson    | JAM  | 22,59    |
| 2     | Veronica Campbell  | JAM  | 22,72    |
| 3     | Geraldine Pillay   | RSA  | 22,92    |
| 4     | Cydonie Mothersill | CAY  | 23,01    |
| 5     | Sheri-Ann Brooks   | JAM  | 23,07    |
| 6     | Vida Anim          | GHA  | 23,34    |
| 7     | Delphine Atangana  | CMR  | 23,45    |
| 8     | Myriam Léonie Mani | CMR  | 23,78    |

Finale: 23. März, 22:00 Uhr
Wind: 0,6 m/s

### 400 m
| Platz | Athletin                 | Land | Zeit (s) |
| ----- | ------------------------ | ---- | -------- |
| 1     | Christine Ohuruogu       | ENG  | 50,28    |
| 2     | Tonique Williams-Darling | BAH  | 50,76    |
| 3     | Novlene Williams         | JAM  | 51,12    |
| 4     | Christine Amertil        | BAH  | 51,52    |
| 5     | Shericka Williams        | JAM  | 51,81    |
| 6     | Hazel Regis              | GRN  | 52,35    |
| 7     | Manjeet Kaur             | IND  | 52,58    |
| 8     | Rosemary Hayward         | AUS  | 52,81    |

Finale: 21. März, 21:50 Uhr

### 800 m
| Platz | Athletin                  | Land | Zeit (min) |
| ----- | ------------------------- | ---- | ---------- |
| 1     | Janeth Jepkosgei Busienei | KEN  | 1:57,88    |
| 2     | Kenia Sinclair            | JAM  | 1:58,16    |
| 3     | Maria de Lurdes Mutola    | MOZ  | 1:58,77    |
| 4     | Susan Scott               | SCO  | 1:59,02    |
| 5     | Diane Cummins             | CAN  | 1:59,31    |
| 6     | Jemma Simpson             | ENG  | 2:01,11    |
| 7     | Marilyn Okoro             | ENG  | 2:01,65    |
| 8     | Neisha Bernard-Thomas     | GRN  | 2:01,96    |

Finale: 24. März, 20:42 Uhr

### 1500 m
| Platz | Athletin              | Land | Zeit (min) |
| ----- | --------------------- | ---- | ---------- |
| 1     | Lisa Dobriskey        | ENG  | 4:06,21    |
| 2     | Sarah Jamieson        | AUS  | 4:06,64    |
| 3     | Hayley Tullett        | WAL  | 4:06,76    |
| 4     | Helen Clitheroe       | ENG  | 4:06,81    |
| 5     | Carmen Hussar         | CAN  | 4:07,48    |
| 6     | Suzanne Walsham       | AUS  | 4:08,42    |
| 7     | Viola Jelagat Kibiwot | KEN  | 4:08,74    |
| 8     | Malindi Elmore        | CAN  | 4:09,06    |

Finale: 21. März, 19:40 Uhr

### 5000 m
| Platz | Athletin                 | Land | Zeit (min) |
| ----- | ------------------------ | ---- | ---------- |
| 1     | Isabella Ochichi         | KEN  | 14:57,87   |
| 2     | Joanne Pavey             | ENG  | 14:59,08   |
| 3     | Lucy Wangui Kabuu        | KEN  | 15:00,20   |
| 4     | Eloise Wellings          | AUS  | 15:00,69   |
| 5     | Sarah Jamieson           | AUS  | 15:02,90   |
| 6     | Iness Chepkesis Chenonge | KEN  | 15:12,34   |
| 7     | Courtney Babcock         | CAN  | 15:44,22   |
| 8     | Zakia Mrisho             | TAN  | 15:50,87   |

24. März, 21:40 Uhr

### 10.000 m
| Platz | Athletin              | Land | Zeit (min) |
| ----- | --------------------- | ---- | ---------- |
| 1     | Lucy Wangui Kabuu     | KEN  | 31:29,66   |
| 2     | Evelyne Wambui Nganga | KEN  | 31:30,86   |
| 3     | Mara Yamauchi         | ENG  | 31:49,40   |
| 4     | Benita Johnson        | AUS  | 31:58,08   |
| 5     | Anna Thompson         | AUS  | 32:27,74   |
| 6     | Hayley Yelling        | ENG  | 32:32,38   |
| 7     | Kathy Butler          | SCO  | 32:44,29   |
| 8     | Tara Quinn            | CAN  | 33:15,50   |

21. März, 20:15 Uhr

### Marathon
| Platz | Athletin               | Land | Zeit (h) |
| ----- | ---------------------- | ---- | -------- |
| 1     | Kerryn McCann          | AUS  | 2:30:54  |
| 2     | Hellen Cherono Koskei  | KEN  | 2:30:56  |
| 3     | Liz Yelling            | ENG  | 2:32:19  |
| 4     | Tracey Morris          | WAL  | 2:33:13  |
| 5     | Josephine Akunaay      | TAN  | 2:36:27  |
| 6     | Lioudmila Kortchaguina | CAN  | 2:36:43  |
| 7     | Kate Smythe            | AUS  | 2:38:30  |
| 8     | Lauren Shelley         | AUS  | 2:39:13  |

19. März, 9:30 Uhr

### 20 km Gehen
| Platz | Athletin        | Land | Zeit (h)   |
| ----- | --------------- | ---- | ---------- |
| 1     | Jane Saville    | AUS  | 1:32:46 GR |
| 2     | Natalie Saville | AUS  | 1:33:33    |
| 3     | Cheryl Webb     | AUS  | 1:36:03    |
| 4     | Nicolene Cronje | RSA  | 1:38:19    |
| 5     | Suzanne Erasmus | RSA  | 1:40:54    |
| 6     | Deepmala Devi   | IND  | 1:41:54    |
| 7     | Johanna Jackson | ENG  | 1:42:04    |
| 8     | Niobe Menendez  | ENG  | 1:47:35    |

20. März, 9:00 Uhr

### 110 m Hürden
| Platz | Athletin               | Land | Zeit (s) |
| ----- | ---------------------- | ---- | -------- |
| 1     | Brigitte Foster-Hylton | JAM  | 12,76    |
| 2     | Angela Whyte           | CAN  | 12,94    |
| 3     | Delloreen Ennis-London | JAM  | 13,00    |
| 4     | Lacena Golding-Clarke  | JAM  | 13,01    |
| 5     | Fiona Cullen           | AUS  | 13,31    |
| 6     | Julie Pratt            | ENG  | 13,48    |
| 7     | Evmorfia Baourda       | CYP  | 13,64    |
|       | Sally McLellan         | AUS  | DQ       |

Finale: 24. März, 19:10 Uhr

### 400 m Hürden
| Platz | Athletin              | Land | Zeit (s) |
| ----- | --------------------- | ---- | -------- |
| 1     | Jana Pittman          | AUS  | 53,82 GR |
| 2     | Tasha Danvers-Smith   | ENG  | 55,17    |
| 3     | Lee McConnell         | SCO  | 55,25    |
| 4     | Nicola Sanders        | ENG  | 55,32    |
| 5     | Shevon Stoddart       | JAM  | 56,67    |
| 6     | Noraseela Mohd Khalid | MAS  | 56,89    |
| 7     | Sonia Brito           | AUS  | 57,23    |
|       | Androula Sialou       | CYP  | DQ       |

Finale: 23. März, 21:16 Uhr

### 3000 m Hindernis
| Platz | Athletin              | Land | Zeit (min) |
| ----- | --------------------- | ---- | ---------- |
| 1     | Dorcus Inzikuru       | UGA  | 09:19,51   |
| 2     | Melissa Rollison      | AUS  | 09:24,29   |
| 3     | Donna MacFarlane      | AUS  | 09:25,05   |
| 4     | Victoria Mitchell     | AUS  | 09:34,24   |
| 5     | Kate McIlroy          | NZL  | 09:35,70   |
| 6     | Jeruto Kiptum Kiptubi | KEN  | 09:49,09   |
| 7     | Joanna Ankier         | ENG  | 09:53,12   |
| 8     | Tina Brown            | ENG  | 10:09,14   |

22. März, 19:55 Uhr

### 4 × 100 m Staffel
| Platz | Land       | Athletinnen                                                         | Zeit (s) |
| ----- | ---------- | ------------------------------------------------------------------- | -------- |
| 1     | Jamaika    | Danielle Browning Sheri-Ann Brooks Peta-Gaye Dowdie Sherone Simpson | 43,10    |
| 2     | England    | Anyika Onuora Kim Wall Laura Turner Emma Ania                       | 43,43    |
| 3     | Australien | Sally McLellan Melanie Kleeberg Lauren Hewitt Crystal Attenborough  | 44,25    |
| 4     | Nigeria    | Jane Dike Endurance Ojokolo Funmilola Ogundana Mercy Nku            | 44,37    |
|       | Ghana      | Gifty Addy Elizabeth Amolofo Mariama Salifu Vida Anim               | DNF      |

25. März, 18:40 Uhr

### 4 × 400 m Staffel
| Platz | Land            | Athletinnen                                                         | Zeit (min) |
| ----- | --------------- | ------------------------------------------------------------------- | ---------- |
| 1     | Australien      | Jana Pittman Caitlin Willis Tamsyn Lewis Rosemary Hayward           | 3:28,66    |
| 2     | Indien          | Rajwinder Kaur Chitra Soman Manjeet Kaur Pinki Pramanik             | 3:29,57    |
| 3     | Nigeria         | Kudirat Akhigbe Joy Eze Folashade Abugan Christiana Ekpukhon        | 3:31,83    |
| 4     | Jamaika         | Ronetta Smith Novlene Williams Shellene Williams Shericka Williams  | 3:34,91    |
| 5     | Papua-Neuguinea | Mae Kome Salome Dell Betty Burua Toea Wisil                         | 3:47,88    |
|       | England         | Kimberly Wall Nicola Sanders Tasha Danvers-Smith Christine Ohuruogu | DQ         |
|       | Südafrika       | Tsholofelo Selemela Adri Schoeman Amanda Kotze Estie Wittstock      | DQ         |

25. März, 21:15 Uhr

### Hochsprung
| Platz | Athletin        | Land | Höhe (m) |
| ----- | --------------- | ---- | -------- |
| 1     | Anika Smit      | RSA  | 1,91     |
| 2     | Julie Crane     | WAL  | 1,88     |
| 3     | Karen Beautle   | JAM  | 1,83     |
| 3     | Angela McKee    | NZL  | 1,83     |
| 5     | Levern Spencer  | LCA  | 1,83     |
| 6     | Claire Mallett  | AUS  | 1,83     |
| 6     | Susan Moncrieff | ENG  | 1,83     |
| 6     | Ellen Petitt    | AUS  | 1,83     |

23. März, 20:10 Uhr

### Stabhochsprung
| Platz | Athletin           | Land | Höhe (m) |
| ----- | ------------------ | ---- | -------- |
| 1     | Kym Howe           | AUS  | 4,62 GR  |
| 2     | Tatiana Grigorieva | AUS  | 4,35     |
| 3     | Stephanie McCann   | CAN  | 4,25     |
| 4     | Dana Ellis         | CAN  | 4,25     |
| 4     | Roslinda Samsu     | MAS  | 4,25     |
| 6     | Victoria Parnov    | AUS  | 4,25     |
| 7     | Kate Dennison      | ENG  | 4,15     |
| 8     | Melina Hamilton    | NZL  | 4,15     |
| 8     | Kelsie Hendry      | CAN  | 4,15     |

Finale: 25. März, 19:05 Uhr

### Weitsprung
| Platz | Athletin           | Land | Weite (m) |
| ----- | ------------------ | ---- | --------- |
| 1     | Bronwyn Thompson   | AUS  | 6,97 GR   |
| 2     | Kerrie Taurima     | AUS  | 6,57      |
| 3     | Céline Laporte     | SEY  | 6,57      |
| 4     | Chantal Brunner    | NZL  | 6,56      |
| 5     | Jade Johnson       | ENG  | 6,55      |
| 6     | Anju Bobby George  | IND  | 6,54      |
| 7     | Esther Aghatise    | NGR  | 6,47      |
| 8     | Jacqueline Edwards | BAH  | 6,46      |

Finale: 24. März, 19:20 Uhr

### Dreisprung
| Platz | Athletin             | Land | Weite (m) |
| ----- | -------------------- | ---- | --------- |
| 1     | Trecia Smith         | JAM  | 14,39     |
| 2     | Otonye Iworima       | NGR  | 13,53     |
| 3     | Nadia Williams       | ENG  | 13,42     |
| 4     | Chinonyelum Ohadugha | NGR  | 13,26     |
| 5     | Nkiruka Domike       | NGR  | 13,24     |
| 6     | Jeanette Bowles      | AUS  | 13,23     |
| 7     | Michelle Robinson    | ENG  | 12,80     |
| 8     | Soko Salanqiqi       | FIJ  | 11,61     |

21. März, 18:40 Uhr

### Kugelstoßen
| Platz | Athletin              | Land | Weite (m) |
| ----- | --------------------- | ---- | --------- |
| 1     | Valerie Vili          | NZL  | 19,66 GR  |
| 2     | Vivian Chukwuemeka    | NGR  | 18,25     |
| 3     | Cleopatra Borel-Brown | TRI  | 17,87     |
| 4     | Zhang Gui             | SIN  | 17,39     |
| 5     | Du Xianhui            | SIN  | 16,76     |
| 6     | Simone Du Toit        | RSA  | 16,52     |
| 7     | ʻAna Poʻuhila         | TON  | 16,43     |
| 8     | Joanne Duncan         | ENG  | 16,42     |

22. März, 20:15 Uhr

### Diskuswurf
| Platz | Athletin          | Land | Weite (m) |
| ----- | ----------------- | ---- | --------- |
| 1     | Elizna Naudé      | RSA  | 61,55     |
| 2     | Seema Antil       | IND  | 60,56     |
| 3     | Dani Samuels      | AUS  | 59,44     |
| 4     | Beatrice Faumuina | NZL  | 59,12     |
| 5     | Krishna Poonia    | IND  | 58,65     |
| 6     | Philippa Roles    | WAL  | 58,38     |
| 7     | Harwant Kaur      | IND  | 57,64     |
| 8     | Claire Smithson   | ENG  | 54,34     |

21. März, 20:10 Uhr

### Hammerwurf
| Platz | Athletin               | Land | Weite (m) |
| ----- | ---------------------- | ---- | --------- |
| 1     | Brooke Krueger-Billett | AUS  | 67,90 GR  |
| 2     | Jennifer Joyce         | CAN  | 67,29     |
| 3     | Lorraine Shaw          | ENG  | 66,00     |
| 4     | Karyne Di Marco        | AUS  | 62,23     |
| 5     | Zoe Derham             | ENG  | 61,92     |
| 6     | Carys Parry            | WAL  | 61,80     |
| 7     | Gabrielle Neighbour    | AUS  | 61,55     |
| 8     | Lesley Brannan         | WAL  | 61,55     |

20. März, 18:35 Uhr

### Speerwurf
| Platz | Athletin         | Land | Weite (m) |
| ----- | ---------------- | ---- | --------- |
| 1     | Sunette Viljoen  | RSA  | 60,72 GR  |
| 2     | Laverne Eve      | BAH  | 60,54     |
| 3     | Olivia McKoy     | JAM  | 58,27     |
| 4     | Kimberley Mickle | AUS  | 58,18     |
| 5     | Goldie Sayers    | ENG  | 57,29     |
| 6     | Kathryn Mitchell | AUS  | 55,22     |
| 7     | Lindy Leveau     | SEY  | 54,50     |
| 8     | Rosie Hooper     | AUS  | 52,46     |

19. März, 12:30 Uhr

### Siebenkampf
| Platz | Athletin        | Land | Punkte |
| ----- | --------------- | ---- | ------ |
| 1     | Kelly Sotherton | ENG  | 6396   |
| 2     | Kylie Wheeler   | AUS  | 6298   |
| 3     | Jessica Ennis   | ENG  | 6269   |
| 4     | Jessica Zelinka | CAN  | 6213   |
| 5     | Janice Josephs  | RSA  | 6181   |
| 6     | Julie Hollman   | ENG  | 6002   |
| 7     | Rebecca Wardell | NZL  | 5845   |
| 8     | Soma Biswas     | IND  | 5573   |

20. und 21. März

## Behindertensportler

### 100 m Frauen
| Platz | Land | Sportlerin      | Punkte |
| ----- | ---- | --------------- | ------ |
| 1     | NGR  | Njideka Iyiazi  | 678    |
| 2     | NGR  | Virginia Ohagwu | 608    |
| 3     | AUS  | Asti Poole      | 533    |

20. März, 18:40 Uhr

### 100 m Männer
| Platz | Land | Sportler           | Zeit    |
| ----- | ---- | ------------------ | ------- |
| 1     | NGR  | Adekunle Adesoji   | 11,07 s |
| 2     | RSA  | Hilton Langenhoven | 11,22 s |
| 3     | NGR  | Etinosa Eriyo      | 11,43 s |

20. März, 18:40 Uhr

### 200 m Männer
| Platz | Land | Sportler         | Zeit    |
| ----- | ---- | ---------------- | ------- |
| 1     | AUS  | Heath Francis    | 22,96 s |
| 2     | RSA  | David Roos       | 23,12 s |
| 3     | NGR  | Vitalis Lanshima | 23,16 s |

23. März, 19:40 Uhr

### Diskuswurf Männer
| Platz | Land | Sportler                 | Weite   |
| ----- | ---- | ------------------------ | ------- |
| 1     | JAM  | Tanto Campbell           | 34,48 m |
| 2     | CAN  | Jacques Martin           | 32,28 m |
| 3     | IND  | Ranjith Kumar Jayaseelan | 29,88 m |

22. März, 10:00 Uhr

### 800 m Frauen
| Platz | Land | Sportlerin         | Zeit        |
| ----- | ---- | ------------------ | ----------- |
| 1     | CAN  | Chantal Petitclerc | 1:48,98 min |
| 2     | AUS  | Eliza Stankovic    | 1:49,62 min |
| 3     | CAN  | Diane Roy          | 1:53,76 min |

24. März, 18:35 Uhr

### Kugelstoßen Frauen
| Platz | Land | Sportlerin     | Zeit    |
| ----- | ---- | -------------- | ------- |
| 1     | AUS  | Njideka Iyiazi | 14,38 s |
| 2     | AUS  | Katrina Webb   | 14,51 s |
| 3     | WAL  | Beverley Jones | 14,81 s |

20. März, 10:00 Uhr

## Medaillenspiegel
| Platz | Land                | Gold | Silber | Bronze | Gesamt |
| ----- | ------------------- | ---- | ------ | ------ | ------ |
| 1     | Australien          | 16   | 12     | 13     | 41     |
| 2     | Jamaika             | 10   | 4      | 8      | 22     |
| 3     | Kenia               | 6    | 5      | 4      | 15     |
| 4     | England             | 6    | 4      | 8      | 18     |
| 5     | Südafrika           | 5    | 7      | 2      | 14     |
| 6     | Kanada              | 2    | 7      | 4      | 13     |
| 7     | Nigeria             | 2    | 4      | 3      | 9      |
| 8     | Neuseeland          | 2    | 1      | 1      | 4      |
| 9     | Uganda              | 2    | -      | -      | 2      |
| 10    | Tansania            | 1    | -      | 1      | 2      |
| 11    | Ghana               | 1    | -      | -      | 1      |
| 12    | Indien              | -    | 2      | 1      | 3      |
| 13    | Bahamas             | -    | 2      | -      | 2      |
| 14    | Wales               | -    | 1      | 2      | 3      |
| 15    | Schottland          | -    | 1      | 1      | 2      |
| 16    | Botswana            | -    | 1      | -      | 1      |
| 16    | Grenada             | -    | 1      | -      | 1      |
| 16    | Mauritius           | -    | 1      | -      | 1      |
| 19    | Trinidad und Tobago | -    | -      | 2      | 2      |
| 20    | Kamerun             | -    | -      | 1      | 1      |
| 20    | Mosambik            | -    | -      | 1      | 1      |
| 20    | Seychellen          | -    | -      | 1      | 1      |
| 20    | Zypern              | -    | -      | 1      | 1      |